# Fulgenzio di Astigi
Fulgenzio di Astigi, noto anche come Fulgenzio di Cartagena (Cartagena, VI secolo – 630 circa), è stato un vescovo spagnolo.

## Biografia
Era figlio di Severiano e visse all'inizio a Cartagena. Il padre era romano e, secondo informazioni successive, sebbene dubbie, sarebbe stato un prefetto imperiale. La famiglia fuggì a Siviglia quando Cartagene fu occupata dai bizantini.
Come i suoi fratelli, Leandro di Siviglia e Isidoro di Siviglia, entrambi arcivescovi di Siviglia, il primo più anziano e il secondo più giovane di Fulgenzio, si consacrò al servizio della Chiesa. Una sorella dei tre fu santa Fiorentina.
Non sono note le date esatte della vita di Fulgenzio, poiché egli è menzionato solo raramente nelle fonti a lui contemporanee. Leandro, nel suo "libello" sulla vita religiosa, scritto per la sorella Fiorentina, dice di aver mandato Fulgenzio nella città natale di Cartagena e di rimpiangere in quel momento di aver fatto questo, per il timore che gli accadesse qualcosa di dannoso e chiede alla sorella di pregare per lui. Non ci è dato sapere quale fosse il rischio corso da Fulgenzio a Cartagena. Probabilmente, grazie all'influenza di Leandro, che divenne arcivescovo di Siviglia nel 579 e giocò un ruolo importante nella questione del regno visigoto, Fulgenzio divenne vescovo di Astigi (l'odierna Écija), nella provincia ecclesiastica di Siviglia.
Quando Leandro morì nel 600 e si sa che Pegasio era stato vescovo di Astigi nel 590, si può presumere che Fulgenzio sia stato nominato vescovo tra il 590 e il 600.
Nel 610 egli firmò il decreto del re Gundemaro, che istituiva la provincia di Toledo separandone il territorio da quello di Cartagena, allora governata dai bizantini.
Isidoro, che successe al fratello Leandro, dopo la sua morte, nella titolarità dell'arcidiocesi di Siviglia, dedicò a Fulgenzio "il suo signore, servo di Dio", la sua opera sull'Ufficio Divino della Chiesa,  "De ecclesiasticis officiis". In effetti fu per la sollecitazione di Fulgenzio che egli scrisse il resoconto dell'origine e degli autori della liturgia.
Nel secondo sinodo di Siviglia (619), per il quale Isidoro aveva riunito i vescovi della Betica, fu sistemata una controversia tra il vescovo di Astigi e quello di Cordova riguardo a una chiesa che era da entrambe le diocesi come propria parrocchia. Costituita un'apposita commissione, che, basandosi sul diritto romano, questa dichiarò che trent'anni di possesso incontestato costituivano un titolo di proprietà giuridicamente valido. Fulgenzio partecipò personalmente al sinodo, essendo stato trovato il suo nome tra le firme degli atti del sinodo. Questo è l'ultimo evento nella vita di Fulgenzio per il quale vi sono prove positive. In ogni caso, egli morì prima del 633, poiché al IV concilio di Toledo, presieduto dall'ormai venerando fratello di Fulgenzio Isidoro e avvenuto in quell'anno, risulta presente come vescovo di Astigi un certo Marciano.

## Culto
Fulgenzio, come la sorella e i fratelli, fu proclamato santo. In Spagna la sua memoria viene celebrate in due date diverse; negli Acta Sanctorum dei bollandisti la data indicata è il 14 gennaio, l'altra data è il 20 giugno. È patrono delle diocesi di Cartagena e di Plasencia.
Egli è spesso confuso, nelle opere medievali, con san Fulgenzio di Ruspe e alcune opere sono state attribuite a lui, delle quali comunque non è rimasta traccia.
Si dice che parecchio tempo dopo la sua dipartita, una parte delle ossa di san Fulgenzio e quelle della sorella santa Fiorentina siano state traslate per sicurezza nella sierra di Guadalupe (o di Villuercas) e che nel XIV secolo esse siano state ritrovate nel villaggio di Berzocana, in quelle stesse montagne. L'altra parte delle sue ossa si trovano nella Cattedrale di Santa Maria a Murcia.